# Herbario Luis Sigifredo Espinal Tascón
El Herbario Luis Sigifredo Espinal Tascón (conocido internacionalmente con el código CUVC), es un herbario perteneciente a la Universidad del Valle, en Cali, Colombia. Cuenta con registros de diferentes departamentos de Colombia, con una mayor presencia de especímenes del valle geográfico del río Cauca, de estos registros el Valle del Cauca aporta el 63.28%, Cauca 11.73%; Risaralda el 3.2% y el resto del país el 21.79%. Contiene además registros de 17 países en 5 continentes, entre ellos Australia, China y Kirguistán.

## Historia

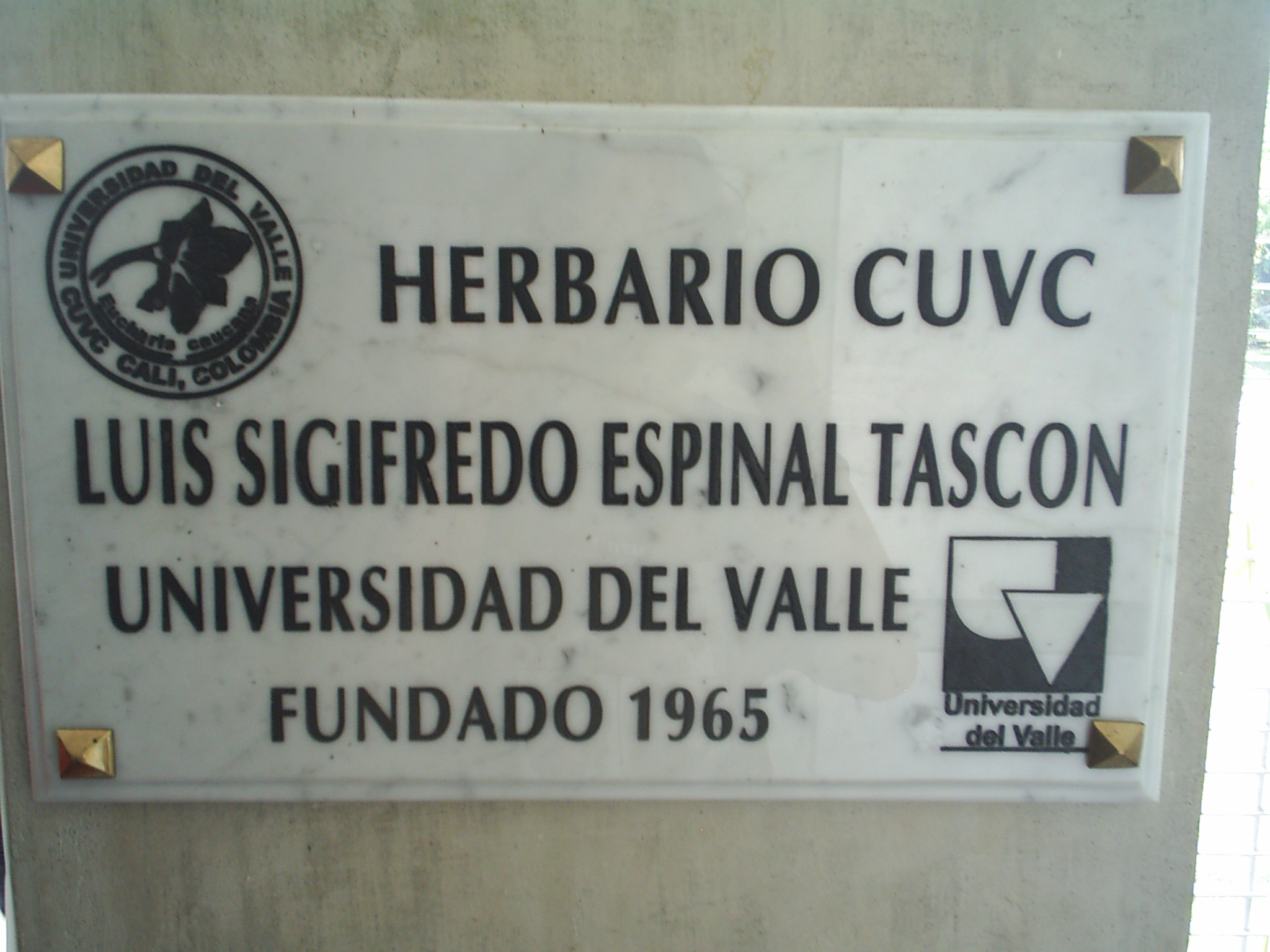
Placa conmemorativa

Los primeros especímenes datan de entre 1940 y 1947, y fueron recolectados por el botánico catalán José Cuatrecasas Arumi, quien durante los siete años que vivió en Cali recolectó alrededor de 17.000 ejemplares, de los cuales hoy se conservan en el lugar tan solo 39, el resto ha sido trasladado a Universidad Nacional de Palmira, Bogotá y Estados Unidos.
El herbario abrió sus puertas oficialmente en 1965, primeramente funcionó en la Sede San Fernando de la Universidad del Valle, para luego ser trasladado al tercer piso de la Facultad de Ciencias, donde estuvo hasta el 7 de diciembre de 2010, momento en el cual la colección se trasladó a un edificio propio.